# Чжан Яолін
Чжан Яолін (спрощ.: 张曜灵; кит. трад.: 張曜靈; піньїнь: Zhāng Yàolíng; 344-355) — четвертий правитель Ранньої Лян періоду Шістнадцяти держав.

## Життєпис
Був старшим сином Чжан Чунхуа. 353 року його батько захворів та призначив Чжан Яоліна своїм офіційним спадкоємцем. Невдовзі після того він помер, і Чжан Яолін формально успадкував трон, однак реальна влада була зосереджена в руках його дядька, Чжан Цзо. На початку 354 року останній, змовившись із матір'ю Чжан Чунхуа, здійснив державний переворот, фактично узурпувавши престол. Чжан Яолін був понижений у титулі до «Ляннінського хоу».
Втім правління Чжан Цзо швидко викликало невдоволення в народі, й 355 року проти нього підбурили повстання генерали Чжан Гуань і Сун Хунь, які бажали повернути трон Чжан Яоліну, після чого Чжан Цзо стратив Чжан Яоліна. Невдовзі Чжан Цзо все ж був повалений, а на трон зійшов молодший брат Чжан Яоліна — Чжан Сюаньцзін.